# Indonesische Frauen-Handballnationalmannschaft
Die indonesische Frauen-Handballnationalmannschaft ist die Auswahl indonesischer Handballspielerinnen, welche die Indonesia Handball Association auf internationaler Ebene, beispielsweise in Freundschaftsspielen gegen die Auswahlmannschaften anderer nationaler Verbände, aber auch bei internationalen Wettbewerben repräsentiert. Größte Erfolge waren die Teilnahmen an den Asienmeisterschaften 2012 und 2015 sowie an den Asienspielen 2018, jeweils als Gastgeber.

## Internationale Wettbewerbe
Die Nationalmannschaft nahm bisher zweimal an der Asienmeisterschaft, jeweils im eigenen Land ausgetragen, teil:
| - 1987: nicht teilgenommen - 1989: nicht teilgenommen - 1991: nicht teilgenommen - 1993: nicht teilgenommen - 1995: nicht teilgenommen - 1997: nicht teilgenommen | - 1999: nicht teilgenommen - 2000: nicht teilgenommen - 2002: nicht teilgenommen - 2004: nicht teilgenommen - 2006: nicht teilgenommen - 2008: nicht teilgenommen | - 2010: nicht teilgenommen - 2012: 11. Platz (von 12) - 2015: 9. Platz (von 9) - 2017: nicht teilgenommen - 2018: nicht teilgenommen |

## Liste der Länderspiele
| Datum         | Gegner              | Resultat     | Anlass                   |
| ------------- | ------------------- | ------------ | ------------------------ |
| 7. Dez. 2012  | Iran                | 04:53 (1:24) | Asienmeisterschaft       |
| 8. Dez. 2012  | Südkorea            | 03:63 (1:34) | Asienmeisterschaft       |
| 9. Dez. 2012  | Volksrepublik China | 02:66 (1:32) | Asienmeisterschaft       |
| 11. Dez. 2012 | Taiwan              | 04:44 (1:23) | Asienmeisterschaft       |
| 12. Dez. 2012 | Nordkorea           | 02:73 (1:39) | Asienmeisterschaft       |
| 14. Dez. 2012 | Turkmenistan        | 09:40 (1:23) | Asienmeisterschaft       |
| 15. Dez. 2012 | Kuwait              | 26:21 (13:8) | Asienmeisterschaft       |
| 24. Sep. 2014 | Thailand            | 11:49        | Südostasienmeisterschaft |
| 25. Sep. 2014 | Hongkong            | 12:43        | Südostasienmeisterschaft |
| 26. Sep. 2014 | Singapur            | 08:23        | Südostasienmeisterschaft |
| 27. Sep. 2014 | Vietnam             | 26:39        | Südostasienmeisterschaft |
| 14. März 2015 | Hongkong            | 10:39 (2:22) | Asienmeisterschaft       |
| 16. März 2015 | Kasachstan          | 05:68 (2:32) | Asienmeisterschaft       |
| 18. März 2015 | Volksrepublik China | 04:61 (3:29) | Asienmeisterschaft       |
| 19. März 2015 | Usbekistan          | 06:73 (4:29) | Asienmeisterschaft       |
| 14. Aug. 2018 | Malaysia            | 23:15 (12:9) | Asienspiele              |
| 16. Aug. 2018 | Thailand            | 16:34 (6:19) | Asienspiele              |
| 21. Aug. 2018 | Hongkong            | 11:35 (5:17) | Asienspiele              |
| 23. Aug. 2018 | Japan               | 06:62 (4:34) | Asienspiele              |
| 25. Aug. 2018 | Nordkorea           | 15:59 (6:28) | Asienspiele              |
| 29. Aug. 2018 | Hongkong            | 16:30 (8:18) | Asienspiele              |